# آلبوم دایناسور
آلبوم دایناسور (انگلیسی: Album of Dinosaurs) نام یک کتاب زیست‌شناسی در مورد دایناسورها است که توسط مک کوون و رود راث نوشته و منتشر شده است. این کتاب در ابتدا در سال ۱۹۸۵ با چاپ رسیده که به زبان اسپانیایی بوده است که بعدها به زبان‌های دیگر از جمله فرانسوی و انگلیسی نیز ترجمه شده است. در این کتاب به بررسی دایناسورهای تهی پیکر، آپاتوسور، استگوسور، آلوسور، ایگوآنودون، آراسته‌آرواره، ادمونتوساروس آنتکنس، نیاشاخ‌چهره، سه‌شاخ‌چهره، تیرانوسوروس، آنکیلوسور، استروتیومیموس پرداخته شده است.